# 蘇維埃茨科耶區 (薩拉托夫州)

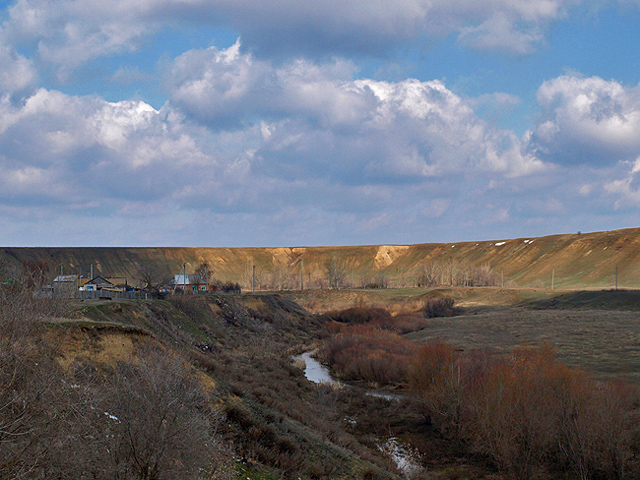

51°23′00″N 46°50′35″E / 51.38333°N 46.84306°E
蘇維埃茨科耶區（俄语：Советский район），是俄羅斯的一個區，位於該國西南部，由薩拉托夫州負責管轄，面積1,400平方公里，2010年人口28,012，人口密度每平方公里20.01人。